# سویوندیوکوو (شهرستان کاراایدلسکی، باشقیرستان)
سویوندیوکوو (انگلیسی: Suyundyukovo, Karaidelsky District, Republic of Bashkortostan) یک شهرک در شهرستان کاراایدلسکی استان باشقیرستان کشور روسیه است.